# مارتن ببكر
مارتن ببكر (بالإنجليزية: Martin Baker)‏ (8 يونيو 1974 في المملكة المتحدة - ) هو مدرب كرة قدم ولاعب كرة قدم بريطاني في مركز الظهير. شارك مع منتخب اسكتلندا تحت 21 سنة لكرة القدم. أما مع النوادي، فقد لعب مع نادي سانت ميرين ونادي كيلمارنوك وMaryhill F.C. ‏ وPollok F.C. ‏.

## وصلات خارجية
- مارتن ببكر على موقع قاعدة بيانات كرة القدم.إي يو (الإنجليزية)